# 王廷泰
王廷泰（？—1625年），字公来，號開陽，南直隶苏州府长洲县匠籍，吴县人。明朝政治人物。

## 生平
万历四十三年（1615年）乙卯科应天乡试举人，四十七年（1619年）己未科進士，兵部觀政，授官大理寺左评事，天啓五年卒。

## 家族
曾祖王松，庠生。祖王炳。父王晓。